# Zuzana Holasová
Zuzana Holasová (24. srpna 1950, Praha - 22. května 2025 Praha) byla česká právnička a spisovatelka, autorka knih pro děti a mládež.

## Život
Na Karlově univerzitě vystudovala práva a nakladatelskou specializaci v rámci žurnalistiky. Získala titul JUDr. (doktor práv). Pracovala v nakladatelství Albatros, kde redigovala naučnou literaturu, například šestidílný cyklus Obyčejná dobrodružství (1978–1982), reportážně laděná vyprávění o různých profesích. Koncem osmdesátých let začala publikovat svá vlastní díla určená pro děti a mládež. Její prvotinou je převyprávěná korejská báje Nefritový prsten vydaná pod pseudonymem Zuzana Duchoňová. Stala se spisovatelkou na volné noze, žila v Praze. Osud ji přivedl k víře a byla členkou Sekulárního františkánského řádu.

## Dílo
- Nefritový prsten (1988), vydáno pod pseudonymem Zuzana Duchoňová. Jde o volné převyprávění korejské báje o dívce Čchun-hjang, která zaujímá v klasické korejské literatuře významné místo. Je v Koreji natolik oblíbena, že její námět byl literárně i dramaticky ztvárňován od 17. století až do současnosti.
- Příběhy z Bible (1991), společně s Leem Pavlátem.
- Bible – kniha knih (1991), pro čtenáře od devíti let.
- 14 malých setkání (1994), úvahy a básnické obrazy spojené s Křížovou cestou.
- Popoupo aneb Podivuhodná pouť pouští (1996), hlavními hrdiny příběhu jsou čtyři děti, které si na kouzelný papír nakreslí plán hry, kterou pak musí prožít.
- Jakub a radost (1997), pestré leporelo pro malé děti.
- Strašidelné město (2004), poetický příběh plný fantazie a dobrodružství, který prožívají sourozenci Anna a Janek na cestě za Černým pánem do země Hračkánie.
- Kůň jménem Zázrak (2008), poutavý až dobrodružný příběh s tajemstvím se odehrává v jezdecké škole Oharek.
- Poník Bandita a protivné ale (2010), příběh pro mladší děti o neposedném koníkovi a protivné Šárce.
- Kůň Zázrak a Zelená dáma (2012), volné pokračování knihy Kůň jménem Zázrak
- Taumur (2019), příběh z totality prokládaný příběhy z Bible.